# آرفون گریفیتس
آرفون گریفیتس (انگلیسی: Arfon Griffiths؛ زادهٔ ۲۳ اوت ۱۹۴۱) فوتبالیست اهل بریتانیا است.
از باشگاه‌هایی که در آن بازی کرده‌است می‌توان به باشگاه فوتبال آرسنال، باشگاه فوتبال رکسهام، و باشگاه فوتبال رکسهام، و تیم ملی فوتبال ولز اشاره کرد.
وی همچنین در تیم ملی فوتبال ولز بازی کرده‌است.